# 아일랜드 (2005년 영화)
《아일랜드》(영어: The Island)는 2005년 개봉한 미국의 SF 액션 스릴러 영화이다.

## 스토리
지구 상에 일어난 생태적인 재앙으로 인하여 일부만이 살아 남은 2019년. 자신들을 지구 종말의 생존자라 믿고 있는 링컨 6-에코(이완 맥그리거)와 조던 2-델타(스칼렛 요한슨)는 수백 명의 주민들과 함께 부족한 것이 없는 유토피아에서 빈틈없는 통제를 받으며 살고 있다. 잠자리에서 일어나면서부터 몸 상태를 점검 받고, 먹는 음식과 인간관계까지 격리된 환경 속에서 사는 이들은 모두 지구에서 유일하게 오염되지 않은 희망의 땅 ‘아일랜드’에 추첨이 되어 뽑혀 가기를 바라고 있다. 최근 들어 매일 같이 똑 같은 악몽에 시달리던 링컨은 제한되고 규격화된 이 곳 생활에 의문을 품게 된다. 그리고 곧, 자신이 믿고 있던 모든 것들이 거짓이었음을 알게 된다. 자기를 포함한 그곳의 모든 사람들이 사실은 스폰서(인간)에게 장기와 신체부위를 제공할 복제인간이라는 것! 결국 ‘아일랜드’로 뽑혀 간다는 것은 신체부위를 제공하기 위해 무참히 죽음을 맞이하게 되는 것을 의미했던 것이다. 어느 날, 복제된 산모가 아이를 출산한 후 살해되고 장기를 추출 당하며 살고 싶다고 절규하는 동료의 모습을 목격한 링컨은 아일랜드로 떠날 준비를 하던 조던과 탈출을 시도한다. 그간 감춰졌던 비밀, 엄연히 존재하고 있는 외부의 모습을 보게 된 이들은 자신들의 스폰서를 찾아 나서고 오직 살고 싶다는 본능으로 탈주를 계속하는데 결국 탈출에 성공한다.

## 출연
- 이완 맥그리거 - 링컨 6 에코/톰 링컨
- 스칼렛 요한슨 - 조던 2 델타
- 숀 빈 - 메릭 박사
- 자이먼 혼수 - 앨버트 로런트
- 스티브 부세미 - 제임스 매코드
- 마이클 클라크 덩컨 - 스타크웨더 2 델타
- 이선 필립스 - 존스 3 에코

## 한국판 성우진(SBS)
- 안지환 - 링컨(이완 맥그리거)
- 우정신 - 조던(스칼렛 요한슨)
- 신성호 - 메릭(숀 빈)
- 임채헌 - 로랑(자이먼 혼수)
- 장광 - 매코드(스티브 부세미) / 전문가(맥스 바커)
- 조동희 - 존스(이선 필립스)
- 임수아 - 직원(메리 팻 글리슨)
- 권혁수 - 간두 트리 에코(브라이언 스테파넥) / 외과의사(랜디 오글레스비) / 술집 남자(돈 마이클 폴)
- 기경옥 - 조산사(스베틀라나 아프레모바)
- 정동열 - 고객(리처드 V. 리카타)
- 홍승섭 - 요원(트로이 블렌델) / 경비원(커크 워드)
- 조예신 - 외과의사(케이티 보이어) / 바덴더(애슐리 예간)
- 김용준 - 휘트먼(킴 코츠) / 산부인과 의사(필 에이브람스) / 경비원(알렉스 카터)
- 소연 - 홀로그램(노아 티쉬비) / 간호사(이벳 니콜 브라운)
- 채의진 - 리마 1 알파(쇼번 플린) / 수지(쇼니 스미스) / 고객 서비스 담당자(휘트니 딜란)
- 최한 - 스타크웨더 2 델타(마이클 클라크 덩컨) / 장기운반 요원(글렌 모샤워) / 술집 주인(크리스 엘리스)